# Nymphargus rosada
Nymphargus rosada är en groddjursart som först beskrevs av Pedro M. Ruiz-Carranza och Lynch 1997.  Nymphargus rosada ingår i släktet Nymphargus och familjen glasgrodor. Inga underarter finns listade i Catalogue of Life.